# Беликов, Станислав Яковлевич
Станисла́в Я́ковлевич Бе́ликов (19 февраля 1938, Тамбов, РСФСР, СССР — 18 мая 2018, Санкт-Петербург) — советский футболист и тренер, играл на позициях защитника и полузащитника. Мастер спорта СССР (1961). Заслуженный тренер РСФСР (1991). Отличник физической культуры и спорта (1996).
Начал заниматься футболом в команде любительской лиги «Торпедо» из Тамбова в 1956 году. Спустя три года Станислав дебютировал на профессиональном уровне в составе новичка первой союзной лиги — нальчикского «Спартака». Известен по своим выступлениям за ленинградский «Зенит» в высшей лиге страны. В составе этой команды он провёл 127 игр. После окончания карьеры игрока долгое время работал тренером в различных детско-юношеских спортивных школах Ленинграда, а также в местном «Динамо».

## Биография

### Клубная карьера
Начал заниматься футболом в команде КФК «Торпедо» из Тамбова в 1956 году. Спустя три года дебютировал в команде мастеров в составе новичка первой союзной лиги — нальчикского «Спартака», за который провёл десять встреч, забил один гол. После окончания сезона вернулся на родину, где выступал в составе тамбовских одноклубников.
В 1961 году был приглашён в клуб высшей лиги «Зенит», где провёл шесть лет. 127 раз выходил на поле, четырежды поражал ворота соперников. Ещё девять встреч провёл за «Зенит» в кубке страны. В 1966 году перебрался в «Динамо», где и завершил карьеру игрока в 1967 году.

### Тренерская карьера
После окончания игровой карьеры Беликов работал тренером в ленинградских коллективах «Сокол» и «Россия». Перед началом сезона 1972 года вошёл в тренерский штаб ленинградского «Динамо» в качестве помощника. В 1979 году возглавил команду после отставки Анатолия Васильева. Спустя четыре с половиной года, перед началом первенства 1984 покинул свой пост.
В дальнейшем Беликов вернулся к тренерской работе в детско-юношеской школе при команде ленинградского «Зенита». Входит в число лучших тренеров РСФСР и Ленинграда (1985). Его учениками являются Сергей Дмитриев, Юрий Герасимов, Николай Воробьев и Олег Саленко.

## Образование
Выпускник Государственного института физической культуры имени Петра Францевича Лесгафта.

## Статистика выступлений

### Клубная
| Команда            | Сезон            | Чемпионат        | Чемпионат | Чемпионат | Кубок | Кубок | Итого | Итого |
| Команда            | Сезон            | Уров.            | Игры      | Голы      | Игры  | Голы  | Игры  | Голы  |
| ------------------ | ---------------- | ---------------- | --------- | --------- | ----- | ----- | ----- | ----- |
| Спартак (Нальчик)  | 1959             | II               | 10        | 1         | 0*    | 0     | 10*   | 1     |
| Спартак (Тамбов)   | 1960             | II               | 29        | 8         | 0     | 0     | 29    | 8     |
| Зенит (Ленинград)  | 1961             | I                | 29        | 2         | 5     | 0     | 34    | 2     |
| Зенит (Ленинград)  | 1962             | I                | 31        | 1         | 0     | 0     | 31    | 1     |
| Зенит (Ленинград)  | 1963             | I                | 29        | 1         | 1     | 0     | 30    | 1     |
| Зенит (Ленинград)  | 1964             | I                | 16        | 0         | 2     | 0     | 18    | 0     |
| Зенит (Ленинград)  | 1965             | I                | 20        | 0         | 1     | 0     | 21    | 0     |
| Зенит (Ленинград)  | 1966             | I                | 2         | 0         | 0     | 0     | 2     | 0     |
| Зенит (Ленинград)  | Итого            | Итого            | 127       | 4         | 9     | 0     | 136   | 4     |
| Динамо (Ленинград) | 1966             | II               | 16        | 0         | 0     | 0     | 16    | 0     |
| Динамо (Ленинград) | 1967             | II               | 5         | 0         | 0     | 0     | 5     | 0     |
| Динамо (Ленинград) | Итого            | Итого            | 21        | 0         | 0     | 0     | 21    | 0     |
| Всего за карьеру   | Всего за карьеру | Всего за карьеру | 187       | 13        | 9     | 0     | 196   | 13    |

Примечание: знаком * отмечены ячейки, данные в которых, возможно, неполные в связи с отсутствием протоколов кубка СССР 1959/60 годов.
Источники:
- Статистика выступлений взята из книги: Морозов И. А. История Кабардино-Балкарского футбола. Часть 2 (1959—1991). — Астрахань, 2006. — 278 с.